# Marie-Christine Masset
 (février 2011).
Si vous disposez d'ouvrages ou d'articles de référence ou si vous connaissez des sites web de qualité traitant du thème abordé ici, merci de compléter l'article en donnant les références utiles à sa vérifiabilité et en les liant à la section « Notes et références ».
Pour les articles homonymes, voir Masset.
Marie-Christine Masset, née en 1961 à Ruffec en Charente est poète, auteur de récits et nouvelles.

## Biographie
Marie-Christine Masset, après avoir longtemps séjourné au Maroc et en Suède à Alnö, a habité de nombreuses années dans les Cévennes, à Saint-Jean-de-Buèges. Elle était professeure de lettres à Marseille. Elle vit à Le Rove près de la Côte Bleue. Elle a fait plusieurs voyages en Australie notamment en Nouvelle-Galles du Sud où vivait son fils. C'est lors de ces voyages qu'elle a rencontré Eleanore Gilbert, femme du poète Kevin Gilbert qu'elle a ultérieurement traduit. Fascinée par la culture des Aborigènes, elle n'a de cesse de relayer leur combat pour leurs droits.
Elle collabore aux revues Lieux d’Être, Coup de Soleil, et aux revues numériques Recours au poème et Les Carnets d'Eucharis. Elle est membre du conseil de rédaction de la revue Phoenix Cahiers littéraires internationaux à Marseille et de la revue Osiris (Massachusetts).

### Poésie
- Diaclase de nuit, Hors-Jeu Éditions, 1994
- Parole Brûlée, L'Arbre à Paroles, Belgique, 1995
- L'Embrasée, Éditions Jacques Brémond, 1998, prix Ilarie Voronca
- Ile de ma nuit, Éditions Encres Vives, 2006
- Et pourtant elle tourne, Poètes des Cinq Continents, 2007
- Visages de Poésie, anthologie, Jacques Basse, Raphaël de Surtis, 2009
- Yaraan, Éditions La Porte, 2011
- Visages de Poésie Vague de poésie en Méditerranée, anthologie, Jacques Basse, Raphaël de Surtis, 2014
- L'Oiseau rouge, version bilingue, traduction an anglais(USA) Andrea Moorhead, Editions Oxybia, octobre 2020[1]

### Récit
- Un seul oiseau ou le secret des Cévennes, Éditions Lacour-Ollé, 2006

### Livres d'artiste
Avec Joëlle Jourdan photographe et plasticienne :
- Entre feu et cri
- Trêve lumineuse
- Partage des eaux, Éditions Trouvailles
- Eau Constellée, 2009

Avec Marc Giai-Miniet peintre, graveur, et dessinateur :
- Lac Eyre, Les éditions du nain qui tousse, 2014

### Traduction de l'anglais (Australie)
- Kevin Gilbert, Le Versant noir, Le Castor astral, juin 2017 (lire en ligne)

### Traduction de l'anglais (USA)
- Gary Snyder, Poème pour les oiseaux,Le Castor Astral, 2023[2],[3],[4].

### Essai
- D'une rive à l'autre, quand les poètes traduisent les poètes, édition Titulli, 2023[5].

### Commentaires sur l’œuvre
« Oui, de toute évidence, Marie-Christine Masset est une passionnée de poésie, consumée de l'intérieur par une flamme qu'elle sait admirablement filtrer et canaliser. Car Marie-Christine Masset se méfie à juste titre du pathos, de l'effusion lyrique. Elle se sent en osmose, presque charnelle, avec l'ample respiration de la nature, le cycle des saisons, le minéral, l'eau, le feu, et le vent. »
— Bernard Mazo, Poésie 1 no 17, mars 1999
« Voici un langage ardent, authentique, à la fois sensuel et spirituel. »
— Jean Joubert, Poésie Première no 27, novembre 2004
« Des poèmes "nocturnes" (comme on le dit de certaines musiques élégiaques) préparent la venue d'un temps pour renaître. Marie-Christine Masset fait chanter les passions qui l'émeuvent dans un haut régime de poésie fervente et visionnaire. »
— André Ughetto, Et pourtant elle tourne, Poètes des Cinq Continents 2007